# Phill Lewis
Phill Lewis (Oeganda, 4 september 1968) is een Amerikaans acteur en filmregisseur, die vaak een komische rol speelt. 

## Biografie
Hij is een van de sterren van de televisiezender Disney Channel. Hij speelde van 2005 tot 2008 de rol van Mr. Moseby in The Suite Life of Zack & Cody. Hij is ook gastster in That's So Raven van Disney Channel als Mr. Moseby verschenen. Hij verschijnt eveneens in The Suite Life of Zack and Cody's spin-off, The Suite Life on Deck. Ook speelt hij de rol van Mr. Moseby in The Suite Life Movie. Hij speelde onder andere in de films City Slickers en Dadnapped. Hij speelde ook een gastrol in Married... with Children als George, een restauranteigenaar. Bovendien had hij een gastrol in de series Friends en How I Met Your Mother.
Ook heeft Lewis een gastrol gespeeld als Hooch in de serie Scrubs. Hooch was in de serie een orthopedisch chirurg in het Sacred Heart Hospital, totdat hij werd gearresteerd voor het gijzelen van vier stagiairs en werd uiteindelijk in een gesticht geplaatst.
Naast het vele acteerwerk heeft Lewis ook enkele afleveringen geregisseerd van verschillende Disney Channel Original Series: 1 aflevering van de The Suite Life of Zack & Cody, 9 afleveringen van The Suite Life on Deck, 4 afleveringen van A.N.T. Farm, 2 afleveringen van Austin & Ally, 5 afleveringen van Good Luck Charlie en 6 afleveringen van Jessie (met in de hoofdrol Debby Ryan, zijn voormalige medespeler uit The Suite Life on Deck). Ook speelde hij in 1 aflevering van Lizzie McGuire.
- Biblioteca Nacional de España: XX4826777
- International Standard Name Identifier: 0000 0003 8228 8580
- Library of Congress Control Number: nr2001003168
- Virtual International Authority File: 264445410
- WorldCat: E39PBJvCPRhj7XhrK6vYvRcgKd